# Provincia Avellino
Avellino este o provincie în regiunea Campania în Italia. Cele mai populare orașe sunt Avellino și Ariano Irpino.